# Duitse militaire begraafplaats in Eilenburg
De Duitse militaire begraafplaats in Eilenburg is een militaire begraafplaats in Saksen, Duitsland. Op de begraafplaats liggen 253 omgekomen Duitse militairen uit de Eerste Tweede Wereldoorlog. Daarnaast liggen er nog acht niet-geïdentificeerde slachtoffers van een concentratiekamp.